# 11β-甲氧基雌二醇
11β-甲氧基雌二醇（缩写11β-MeOE2，开发代号RU-2504）是一种人工合成的雌激素类甾体化合物，分子式C19H26O3，从未上市，结构上与莫克雌醇（11β-甲氧基-17α-乙炔基雌二醇）类似，其对雌激素受体的亲和力约为雌二醇的 86%。